# Őribánya
Őribánya (németül: Bergwerk) Máriafalva településrésze Ausztriában, Burgenland  tartományban, a Felsőőri járásban.

## Fekvése
Felsőőrtől 9 km-re északra, Máriafalvától 2 km-re keletre fekszik.

## Története
A településről az első közvetett források a 14. század közepéről származnak. A hagyomány azt tartja, hogy már Németújvári grófoknak volt itt vasércbányájuk, ahol ként és rezet is bányásztak. A bányászat fejlődésével az idők folyamán a bánya közelében házak is épültek, a telepnek azonban ekkor még nem volt neve. A település neve először csak az 1645-ös urbáriumban bukkan fel "Perckwerck" alakban, ekkor 40 ház állt itt. Lakói főként a borostyánkői uradalomhoz tartozó bányászok voltak. 1790-ben felépült az iskola, ahova Szalónakújtelek és Sóshegy gyermekei is jártak.
Fényes Elek szerint " Bergwerk, német falu, Vas vgyében, Szalonakhoz 1 óra, 74 k., 203 evang. lak., szük és sovány határral. A jormensdorfi uradalomhoz tartozik. Ut. p. Kőszeg. " 
1910-ben 282 német lakosa volt. A trianoni békeszerződésig Vas vármegye Felsőőri járásához tartozott. 1921-ben Ausztria Burgenland tartományának része lett. A településnek. Ma mintegy 140 evangélikus lakosa van.

## Nevezetességei
Evangélikus haranglába.

## Külső hivatkozások
- Máriafalva hivatalos oldala